# Daniel Xuereb
Daniel Xuereb (Gardanne, 22 de junho de 1959) é um ex-futebolista profissional francês de origem maltesa que atuava como atacante, campeão olímpico em Los Angeles 1984

## Carreira
Daniel Xuereb representou o seu país nos Jogos Olímpicos de Verão de 1984, conquistando a medalha de ouro. Ele foi o artilheiro da Olimpíada de 1984, com cinco gols.
Jogou também na Copa de 1986, jogando apenas a semifinal contra a Alemanha Ocidental (que venceu por 2 a 0), entrando no lugar de Bruno Bellone aos 21 minutos do segundo tempo. Ele foi o primeiro jogador na história da competição cujo sobrenome iniciava-se com a letra X. 

## Títulos
Montpellier
- Copa da França: 1989—90

Olympique de Marseille
- Ligue 1: 1991—92

França
- Jogos Olímpicos: 1984